# Rotkopfsäbelschnäbler
Der Rotkopfsäbelschnäbler (Recurvirostra novaehollandiae), Syn. Recurvirostra rubricollis ist eine Vogelart aus der Familie der Regenpfeiferartigen (Charadriiformes).
Der Vogel ist in Australien endemisch, kommt meist im Süden vor, ist über den Kontinent verteilt zu finden.
Der Lebensraum umfasst vorzugsweise Salzseen im Inland, auch flache, temporäre, eher salzhaltige Feuchtgebiete einschließlich hypersaliner Seen, Süßwasserseen, Dämme, Lagunen, Sümpfe, Klärteiche und flache Ränder von Flüssen und deren Mündungsgebiete.
Der Artzusatz kommt von lateinisch Nova Hollandia ‚Neuholland‘, Bezeichnung für den australischen Kontinent durch die ersten Entdecker Australiens, niederländische Seefahrer.

## Merkmale
Die Art ist 40–48 cm groß und wiegt 270–390 g. Kopf und große Teile des Nackens sind dunkel kastanienbraun bis rotbraun, gegen den weißen Körper hart abgesetzt. Hinzu kommt ein weißer Augenring, je zwei schwärzliche Streifen seitlich am Rücken, viel Schwarz an den Flügeldecken, die äußeren 7 Handschwingen sind schwärzlich ähnlich dem Säbelschnäbler (Recurvirostra avosetta). Der schwarze Schnabel ist stark nach oben gebogen, die Beine sind blass blaugrau, die Iris ist dunkel. Das Weibchen hat einen stärker gebogenen Schnabel, sieht ansonsten sehr ähnlich aus. Bei Jungvogel ist Kopf und Nacken blasser braun, weiter findet sich ein breiter heller Ring an der Schnabelbasis.
Die Geschlechter unterscheiden sich nicht. Jungvögel haben eine blassere Bänderung auf dem Rücken, auf der Brust subapikal weiße Flecken mit schwärzlichen Spitzen, die Unterseite ist angedeutet weiß gefleckt oder gebändert.

## Geografische Variation
Die Art ist monotypisch.

## Stimme
Die häufigsten Lautäußerungen werden als wiederholtes trompetendes nasales „tuut“ beschrieben, der Alarmruf als „tu-tu-tuut“. Rufen Gruppen zusammen, erinnert das an Kläffen kleiner Hunde.

## Lebensweise
Die Art kommt hauptsächlich im Süden Australiens vor, je nach Wasserstand. Im Winter wandern die Vögel landeinwärts, im Sommer zur Küste je nach Dürre und Nahrungsangebot. Eventuell zieht ein Teil auch in den Norden, oder als Irrläufer auf benachbarte Inseln.
Die Nahrung besteht aus einer Vielzahl an Wasserpflanzen, Weichtieren, Krebstieren,  Insekten und auch Pflanzensamen, die tagsüber durch Scharren in der unteren Wasser- oder Schlammschicht; manchmal auch durch Picken gefunden werden.
Die Brutzeit liegt hauptsächlich zwischen August und Januar im Süden, auch im Juni, je nach Wasserstand auf den Feuchtgebieten. Die Art brütet als Paar oder in Kolonien, mitunter auch zusammen mit Stelzenläufern (Himantopus himantopus) und anderen Wasservögeln. Das Gelege besteht aus 2–5 Eiern, die über 23–25 Tage bebrütet werden. Die flaumigen Küken sind auf der Oberseite oben bräunlich, unten weiß, mit dunkelbraunem Augenstreifen, dunkelbraunen Flecken auf dem Scheitel und großen Flecken auf beiden Seiten des Rückens. Die Küken sind Nestflüchter und werden von beiden Eltern versorgt.

## Gefährdungssituation
Der Bestand gilt als „nicht gefährdet“ (Least Concern).